# BFM Radio
Pour les articles homonymes, voir BFM.
Ne doit pas être confondu avec BFM TV, BFM Business ou BFM Régions.
BFM Radio est une radio privée française d'information en continu, créée le 12 juillet 2022 et appartenant au groupe RMC BFM. Elle est diffusée nationalement en DAB+, sur le multiplex M2, ainsi que sur internet.
La radio reprend pour une part majoritaire de son temps d'antenne les programmes de BFMTV, enrichis de flashs et chroniques lors des pauses publicitaires de la télévision. Elle diffuse également des programmes spécifiquement conçus pour la radio, comme BFM Radio Soir.

## Historique
Le 12 juillet 2022, BFM Radio est lancée en DAB+ sur l'axe Paris-Lyon-Marseille, après une phase de tests entreprise depuis octobre 2021. Elle diffuse alors en simultané le direct de BFMTV, ainsi que des contenus additionnels, spécifiques à la radio, comme l'info trafic, la météo, et la bourse. Elle crée également deux de ses programmes phares : La Question info, où un expert de BFMTV répond à une question qui fait l'actualité, et La Question éco, l'édito économique de Pierre Kupferman.
À la rentrée 2023, BFM Radio lance une nouvelle formule, avec un habillage retravaillé, et la création de flashs info, diffusés du lundi au vendredi de 6h à 9h et de 17h à 19h.
En juillet 2024, dans un contexte de forte actualité lié aux élections législatives et à la tentative d'assassinat de Donald Trump, la station atteint son record d'audience historique, avec 1,5 million d'écoutes en numérique.
Le 2 septembre 2024, BFM Radio lance une nouvelle saison de BFM Radio Soir, diffusée désormais de 20h à 22h du lundi au jeudi. L'émission comporte désormais deux journaux, à 20h et 21h, présentés par Zacharie Legros et Martin Pinguet, mais également de nouvelles séquences comme Les Experts, avec Roselyne Dubois et Charlotte Méritan, ou encore Le journal de la culture.

## Organisation

### Dirigeants
Président-directeur général de RMC BFM
- de juillet 2021 à juillet 2024 : Arthur Dreyfuss
- depuis juillet 2024 : Nicolas de Tavernost

Directeur général délégué, chargé de l’information et du sport du pôle audiovisuel
- de juillet 2019 à juillet 2024 : Hervé Beroud
- depuis juillet 2024 : Jean-Philippe Baille

Directeur général
- de juillet 2019 à septembre 2024 : Marc-Olivier Fogiel
- depuis septembre 2024 : Fabien Namias

Directeur délégué à l'information digitale de RMC BFM
- de juin 2023 à mars 2025 : Julien Mielcarek[8]
- depuis avril 2025 : François Aubel[9]

Directeur des rédactions digitales
- depuis juin 2023 : Ivan Valerio[8]

Directeur adjoint des rédactions digitales
- depuis juin 2023 : Mathieu Dehlinger[8]

### Journalistes
Rédactrice en chef
- depuis mai 2022 : Athénaïs Keller

Chef du service audio
- depuis mai 2024 : Alexandre Foucault

Présentateurs
- Céline Kallmann (depuis septembre 2022)
- Zacharie Legros (depuis juillet 2023)
- Martin Pinguet (depuis septembre 2024)
- Florine Silvant (depuis septembre 2024)

### Siège
Le siège de BFM Radio se situe au 2 rue du Général-Alain-de-Boissieu dans le 15e arrondissement de Paris. Elle rejoint les locaux de RMC Story, RMC Découverte, RMC Sport, BFM TV, BFM Business, BFM Paris Île-de-France, les sièges du réseau BFM Régions et d’Altice Média.

## Programme

### Simulcast avec BFMTV
BFM Radio diffuse les programmes de BFMTV en simultané, et reprend donc la grille de la chaîne info. Lors des coupures publicitaires sur BFMTV, BFM Radio diffuse ses propres publicités, ainsi que du contenu enrichi, spécialement dédié à l'audio :
- L'Essentiel de l'info, un rappel de titres diffusé de 6h à 9h et de 17h à 19h, du lundi au vendredi
- La météo et la bourse
- La Question info, un podcast dans lequel un expert de BFMTV répond à une question qui fait l'actualité
- La Question éco, un podcast dans lequel Pierre Kupferman, éditorialiste économique BFMTV et BFM Business, répond à une question au cœur de l'actualité économique
- BFMTV Répond à vos questions, une séquence dans laquelle Roselyne Dubois répond aux questions des auditeurs
- L'édito politique, un éditorial avec Matthieu Croissandeau
- L'édito éco, un éditorial avec Nicolas Doze
- Culture et Vous, une chronique culture avec Lorène de Susbielle

BFM Radio diffuse également les grandes enquêtes Ligne Rouge.

### BFM Radio Soir
Depuis janvier 2024, la station diffuse BFM Radio Soir, une tranche d'information conçue spécifiquement pour la radio, présentée par Zacharie Legros. Depuis septembre 2024, l'émission est diffusée en direct de 20h à 22h, du lundi au jeudi, et fait place à de nombreuses chroniques :
- Deux journaux à 20h et à 21h
- L'édito politique, avec un éditorialiste différent chaque jour
- L'édito éco, avec l'économiste Jean-Marc Daniel
- Les Experts du soir, avec Roselyne Dubois et Charlotte Méritan
- Le Tour de France de l'actu : un focus sur l'actualité locale avec les BFM Régions
- Le Journal de la culture
- Face à Duhamel : un débat opposant le journaliste Alain Duhamel face à un contradicteur
- Le Titre à la une : un podcast d'actualité présenté par Céline Kallmann